# Campylopus nivalis
Campylopus nivalis là một loài Rêu trong họ Dicranaceae. Loài này được (Brid.) Brid. mô tả khoa học đầu tiên năm 1826.